# Trasdorf
Trasdorf ist eine Ortschaft und eine Katastralgemeinde der Marktgemeinde Atzenbrugg, Niederösterreich.
Der ausgedehnte Ort befindet sich nordwestlich von Atzenbrugg an der Kreuzung der Traismaurer Straße (B43) mit der Landesstraße L2195. Das im Kern landwirtschaftlich geprägte Dorf wurde um zahllose Einfamilienhäuser, Gewerbebetriebe und Freizeitanlagen erweitert.

## Geschichte
Laut Adressbuch von Österreich waren im Jahr 1938 in der Ortsgemeinde Trasdorf ein Bäcker, zwei Binder, ein Fleischer, zwei Gastwirte, zwei Gemischtwarenhändler, ein Schmied, eine Schneiderin, zwei Schuster, ein Viktualienhändler, ein Wagner, ein Zementwarenerzeuger und mehrere Landwirte ansässig.